# Färöische Fußballmeisterschaft 1986
Die Färöische Fußballmeisterschaft 1986 wurde in der 1. Deild genannten ersten färöischen Liga ausgetragen und war insgesamt die 44. Saison. Sie startete am 26. April 1986 und endete am 14. September 1986.
Aufsteiger B36 Tórshavn kehrte nach einem Jahr in die höchste Spielklasse zurück. Meister wurde GÍ Gøta, die den Titel somit zum zweiten Mal erringen konnten. Titelverteidiger B68 Toftir landete auf dem dritten Platz. Absteigen musste hingegen B36 Tórshavn nach einem Jahr Erstklassigkeit.
Im Vergleich zur Vorsaison verbesserte sich die Torquote auf 3,39 pro Spiel, was den höchsten Schnitt seit 1979 bedeutete. Den höchsten Sieg erzielten am achten Spieltag GÍ Gøta im Auswärtsspiel gegen B68 Toftir sowie am elften Spieltag HB Tórshavn im Auswärtsspiel gegen LÍF Leirvík jeweils mit 6:0. Das torreichste Spiel gab es am 13. Spieltag zwischen B36 Tórshavn und TB Tvøroyri, welches 7:2 endete.

## Modus
In der 1. Deild spielte jede Mannschaft an 14 Spieltagen jeweils zwei Mal gegen jede andere. Die punktbeste Mannschaft zu Saisonende stand als Meister dieser Liga fest, die letzte Mannschaft stieg in die 2. Deild ab.

## Saisonverlauf

### Meisterschaftsentscheidung
B68 Toftir erwischte mit drei Siegen aus den ersten drei Spielen den besten Start, musste sich jedoch am vierten Spieltag mit 0:3 im Auswärtsspiel beim direkten Verfolger KÍ Klaksvík geschlagen geben, die nun punktgleich vorbeizogen. Durch zwei Niederlagen am sechsten und siebten Spieltag konnte B68 die Spitzenposition wieder behaupten. Am achten Spieltag folgte das Spitzenspiel gegen den punktgleichen Zweitplatzierten GÍ Gøta, welches zu Hause mit 0:6 verloren wurde. Bis auf den letzten Spieltag blieb GÍ daraufhin unbesiegt und gab die Tabellenführung nicht mehr ab. Die Entscheidung um die Meisterschaft fiel am vorletzten Spieltag, als GÍ nur noch ein Punkt fehlte, welcher durch ein 1:1 gegen LÍF Leirvík erreicht wurde.

### Abstiegskampf
Bis auf zwei Ausnahmen belegte Aufsteiger B36 Tórshavn durchgängig den letzten Platz. Am zweiten Spieltag konnte dieser kurzzeitig durch ein 1:1 im Heimspiel gegen GÍ Gøta verlassen werden, der erste Sieg gelang erst am sechsten Spieltag durch einen 3:1-Heimsieg gegen LÍF Leirvík, die ihrerseits das Hinspiel am ersten Spieltag mit 3:0 für sich entscheiden konnten und somit auch erster Tabellenführer waren, danach allerdings allmählich in der Tabelle abrutschten. Am 13. Spieltag konnte B36 mit LÍF nach Punkten durch einen 7:2-Heimsieg gegen TB Tvøroyri gleichziehen, während LÍF 1:1 im Auswärtsspiel gegen GÍ Gøta spielte. Am letzten Spieltag kam LÍF Leirvík nach 0:2-Rückstand zu einem 2:2 im Heimspiel gegen B68 Toftir. Durch die 1:4-Auswärtsniederlage von B36 Tórshavn im Derby gegen HB Tórshavn war somit der Abstieg von B36 besiegelt.

## Abschlusstabelle
| Pl. | Verein           | Sp. | S | U | N | Tore    | Diff. | Punkte |
| --- | ---------------- | --- | - | - | - | ------- | ----- | ------ |
| 1.  | GÍ Gøta (P)      | 14  | 8 | 4 | 2 | 033:150 | +18   | 20:80  |
| 2.  | HB Tórshavn      | 14  | 8 | 1 | 5 | 032:160 | +16   | 17:11  |
| 3.  | B68 Toftir (M)   | 14  | 7 | 3 | 4 | 026:200 | +6    | 17:11  |
| 4.  | NSÍ Runavík      | 14  | 7 | 2 | 5 | 021:210 | ±0    | 16:12  |
| 5.  | TB Tvøroyri      | 14  | 6 | 3 | 5 | 020:300 | −10   | 15:13  |
| 6.  | KÍ Klaksvík      | 14  | 4 | 2 | 8 | 015:160 | −1    | 10:18  |
| 7.  | LÍF Leirvík      | 14  | 3 | 3 | 8 | 023:370 | −14   | 09:19  |
| 8.  | B36 Tórshavn (N) | 14  | 3 | 2 | 9 | 020:350 | −15   | 08:20  |

Platzierungskriterien: 1. Punkte – 2. Tordifferenz – 3. geschossene Tore

| (M) | Meister des Vorjahrs           |
| (P) | Pokalsieger des Vorjahrs       |
| (N) | Neuaufsteiger aus der 2. Deild |

## Spiele und Ergebnisse
|              | B36 | B68 | GÍ  | HB  | KÍ  | LÍF | NSÍ | TB  |
| ------------ | --- | --- | --- | --- | --- | --- | --- | --- |
| B36 Tórshavn |     | 1:1 | 1:1 | 1:2 | 0:1 | 3:1 | 0:2 | 7:2 |
| B68 Toftir   | 6:1 |     | 0:6 | 0:0 | 3:1 | 5:1 | 2:0 | 4:1 |
| GÍ Gøta      | 4:1 | 1:2 |     | 3:2 | 1:0 | 1:1 | 4:0 | 1:1 |
| HB Tórshavn  | 4:1 | 2:0 | 2:4 |     | 0:1 | 0:3 | 3:1 | 6:1 |
| KÍ Klaksvík  | 1:2 | 3:0 | 0:1 | 0:1 |     | 4:0 | 1:1 | 1:2 |
| LÍF Leirvík  | 3:0 | 2:2 | 3:5 | 0:6 | 1:1 |     | 0:2 | 1:2 |
| NSÍ Runavík  | 4:1 | 0:1 | 1:0 | 0:4 | 2:0 | 5:3 |     | 0:0 |
| TB Tvøroyri  | 3:1 | 1:0 | 1:1 | 1:0 | 2:1 | 1:4 | 2:3 |     |

## Torschützenliste
Bei gleicher Anzahl von Treffern sind die Spieler nach dem Nachnamen alphabetisch geordnet.
| Platz | Spieler                 | Verein      | Tore |
| ----- | ----------------------- | ----------- | ---- |
| 1     | Símun Petur Justinussen | GÍ Gøta     | 13   |
| 1     | Jesper Wiemer           | B68 Toftir  | 13   |
| 3     | Bjarni Jakobsen         | HB Tórshavn | 09   |
| 3     | Gunnar Mohr             | HB Tórshavn | 09   |
| 5     | Magnus Gregersen        | GÍ Gøta     | 08   |

Dies war nach 1985 der zweite Titel für Símun Petur Justinussen. Jesper Wiemer gewann als erster Ausländer den Titel des Torschützenkönigs.

## Trainer
| Mannschaft   | Trainer            | Spieltage |
| ------------ | ------------------ | --------- |
| B36 Tórshavn | Jóhan Nielsen      | 01–14     |
| B68 Toftir   | John Kramer        | 01–14     |
| GÍ Gøta      | Ole Skouboe        | 01–14     |
| HB Tórshavn  | Jack Johnson       | 01–14     |
| KÍ Klaksvík  | Olvheðin Jacobsen  | 01–14     |
| LÍF Leirvík  | Lasse Christensen  | 01–14     |
| NSÍ Runavík  | Abraham Hansen     | 01–14     |
| TB Tvøroyri  | Egill SteinÞórsson | 01–14     |

Während der gesamten Saison gab es keine Trainerwechsel.

## Spielstätten
| Mannschaft   | Stadion              | Spielort   |
| ------------ | -------------------- | ---------- |
| B36 Tórshavn | Gundadalur           | Tórshavn   |
| B68 Toftir   | Svangaskarð          | Toftir     |
| GÍ Gøta      | Sarpugerði           | Norðragøta |
| HB Tórshavn  | Gundadalur           | Tórshavn   |
| KÍ Klaksvík  | Við Djúpumýrar       | Klaksvík   |
| LÍF Leirvík  | Uppi á Brekku (6)    | Leirvík    |
| LÍF Leirvík  | Undir Mýruhjalla (1) | Skáli      |
| NSÍ Runavík  | Við Løkin            | Runavík    |
| TB Tvøroyri  | Sevmýri              | Tvøroyri   |

## Schiedsrichter
Folgende Schiedsrichter, darunter einer aus Dänemark, leiteten die 56 Erstligaspiele (zu einem Spiel fehlen die Daten):
| Name                    | Stammverein          | Spiele |
| ----------------------- | -------------------- | ------ |
| Kim Ejdesgaard          | Fram Tórshavn        | 09     |
| Baldvin Baldvinsson     | B36 Tórshavn         | 07     |
| Nemus Napoleon Djurhuus | HB Tórshavn          | 07     |
| Niklas á Líðarenda      | GÍ Gøta              | 06     |
| Jákup Fr. Joensen       | GÍ Gøta              | 04     |
| Øssur Mohr              | ÍF Fuglafjørður      | 04     |
| Jóhan Carl Dam          | HB Tórshavn          | 03     |
| Magni Eidesgaard        | VB Vágur             | 03     |
| Egga Jensen             | HB Tórshavn          | 03     |
| John Eysturoy           | HB Tórshavn          | 02     |
| Holgar Hansen           | HB Tórshavn/Dänemark | 02     |
| Jens Straagaard Holm    | ÍF Fuglafjørður      | 02     |
| Martin á Mýrini         | HB Tórshavn          | 02     |
| Kristmar E. Johannesen  | ÍF Fuglafjørður      | 01     |

## Die Meistermannschaft
In Klammern sind die Anzahl der Einsätze sowie die dabei erzielten Tore genannt.
| 1. | GÍ Gøta |
|    | Hans Leo í Bartalsstovu (7/3) \| Torry í Bartalsstovu (2/0) \| Petur Amon Dalbø (7/0) \| Jón Sigurð Gleðisheygg (5/0) \| Magnus Gregersen (10/8) \| Páll Gregersen (9/0) \| Poul Enok Hansen (14/3) \| Dánjal Jarnskor (14/3) \| John Jarnskor (14/0) \| Magni Jarnskor (11/1) \| Pauli Jarnskor (14/0) \| Alvi Justinussen (1/0) \| Símun Petur Justinussen (13/13) \| Hans Jákup Mikkelsen (1/0) \| Jóannes M. Mikkelsen (3/0) \| Petur Páll Mikkelsen (2/0) \| John Petersen (2/0) \| Janus Rasmussen (13/1) \| Anton Skoradal (6/0) \| Ole Skouboe (1/0) \| Carl Whitehouse (14/0) ohne Einsatz: Eli Hansen \| Jógvan Gregersen \| Jørgin Gudmundsson \| Kristoffur Laksá \| Jóan Petur Olsen \| Tummas Pauli Olsen - Trainer: Ole Skouboe |

## Nationaler Pokal
Im Landespokal gewann NSÍ Runavík mit 3:1 gegen LÍF Leirvík. Meister GÍ Gøta schied im Halbfinale mit 2:2 und 1:1 und anschließendem Elfmeterschießen gegen LÍF Leirvík aus.